# Nanningosaurus
Nanningosaurus („ještěr od města Nan-ning“) byl rod hadrosauridního dinosaura, který žil v době před zhruba 72 až 66 miliony let (geologický stupeň maastricht, období pozdní křídy) na území současní jižní Číny (Autonomní oblast Kuang-si). Představuje prvního kachnozobého dinosaura, formálně popsaného z území jižní Číny. Dalším hadrosauroidem, známým z této oblasti, je rod Qianjiangsaurus, formálně popsaný v roce 2024.

## Historie
Fosilie tohoto dinosaura byly objeveny roku 1991 v sedimentech souvrství Nadu, spolu s typovým exemplářem titanosaurního sauropoda druhu Qingxiusaurus youjiangensis. Holotyp nese označení NHMG8142 a představuje částečně dochovanou kostru s nekompletní lebkou a fosilními kostmi končetin a pánve. Paratyp s označením NHJM8143 představuje fragment levé maxily (kosti horní čelisti). O nálezu bylo v odborné literatuře poprvé referováno v roce 1998. Typový druh Nanningosaurus dashiensis byl formálně popsán trojicí čínských paleontologů v roce 2007.
Fosilní vejce objevená v Číně mohou patřit právě tomuto ornitopodovi.

## Popis a zařazení
Nanningosaurus byl středně velkým hadrosauridem, dosahujícím délky zhruba 7,5 metru a hmotnosti kolem 2500 kg. Jednalo se pravděpodobně o stádního býložravce, spásajícího nízko rostoucí vegetaci.
Podle autorů popisné studie se jednalo o bazálního (vývojově primitivního) zástupce podčeledi Lambeosaurinae v rámci čeledi Hadrosauridae. Jeho příbuznými tak byly rody jako Jaxartosaurus, Kazaklambia nebo Nipponosaurus.